# 纳森旧居 (泰安道)
纳森旧居是时任开滦矿务局董事部主席兼经理英国籍犹太人納森在天津的旧居之一，坐落于当时的天津英租界的咪哆士道（Meadows Road）和海大道（Taku Road）交口，原开滦矿务局大楼旁边（今和平区泰安道与大沽北路交口处的泰安道7号），该建筑目前是天津市文物保护单位和一般保护等级历史风貌建筑。

## 建筑
纳森旧居建于1921年，中国传统合院式建筑，砖木结构，青砖砌筑，正房面阔五间，四周设圆柱支撑回廊。屋顶为青瓦硬山顶，檐下有中国传统风格的彩绘。开滦矿务局总经理纳森曾在此居住。
另有文史专家考证认为，严复于1901年至1904年任开平矿务局华部总办时也曾在此居住。

## 保护
1997年6月2日，纳森旧宅被公布为第三批天津市文物保护单位。2006年10月16日，该建筑被公布为第三批天津市历史风貌建筑。